# Аллен-Парк (Мічиган)
Аллен-Парк (англ. Allen Park) — місто (англ. city) в США, в окрузі Вейн штату Мічиган. Населення — 28 638 осіб (2020).

## Географія
Аллен-Парк розташований за координатами 42°15′34″ пн. ш. 83°12′37″ зх. д. / 42.25944° пн. ш. 83.21028° зх. д. (42.259473, -83.210390).  За даними Бюро перепису населення США в 2010 році місто мало площу 18,26 км², з яких 18,14 км² — суходіл та 0,12 км² — водойми.

## Демографія
Згідно з переписом 2010 року, у місті мешкало 28 210 осіб у 11 580 домогосподарствах у складі 7606 родин. Густота населення становила 1545 осіб/км².  Було 12206 помешкань (668/км²).
Расовий склад населення:
| - 92,9 % — білих - 2,1 % — чорних або афроамериканців - 0,8 % — азіатів - 0,5 % — корінних американців - 2,0 % — осіб інших рас |

До двох чи більше рас належало 1,6 %. Частка іспаномовних становила 8,1 % від усіх жителів.
За віковим діапазоном населення розподілялося таким чином: 21,7 % — особи молодші 18 років, 61,1 % — особи у віці 18—64 років, 17,2 % — особи у віці 65 років та старші. Медіана віку мешканця становила 41,7 року. На 100 осіб жіночої статі у місті припадало 92,7 чоловіків;  на 100 жінок у віці від 18 років та старших — 89,7 чоловіків також старших 18 років.
Середній дохід на одне домашнє господарство  становив 73 439 доларів США (медіана — 63 007), а середній дохід на одну сім'ю — 83 565 доларів (медіана — 75 445). Медіана доходів становила 59 246 доларів для чоловіків та 44 763 долари для жінок. За межею бідності перебувало 6,8 % осіб, у тому числі 7,8 % дітей у віці до 18 років та 6,8 % осіб у віці 65 років та старших.
Цивільне працевлаштоване населення становило 13 348 осіб. Основні галузі зайнятості: освіта, охорона здоров'я та соціальна допомога — 22,1 %, виробництво — 17,8 %, роздрібна торгівля — 10,5 %, мистецтво, розваги та відпочинок — 10,4 %.